# 臺灣姬魚
臺灣仙女魚（学名：Hime formosanus），又名臺灣姬魚、仙女魚、狗母、汕狗母，为仙女魚科合齒魚亞目姬魚屬下的一个种，發現於西澳大利亞及台灣海域，本魚體粉紅色，背部散布黑色斑點，體側具紫紅色斑點，雄魚在臀鰭具有黃色條紋，體長可達23公分，棲息在大陸棚。
其种加词“formosanus”意为“台湾的”。